# Владимировка (Левокумский район)
Влади́мировка — село в Левокумском районе (муниципальном округе) Ставропольского края России.

## Название
В источниках встречаются варианты наименования Владимировское, Ребровка:543, Владимировка (Ребровка):34.

## География
Расстояние до краевого центра: 223 км.
Расстояние до районного центра: 13 км.

## История
Хозяйственное освоение участка земли на правой стороне реки Кумы, где впоследствии возникло село Владимировка, было начато в 1770 году (по другим данным — в 1778 году). В печатных источниках датой основания села также значатся 1784, 1786:34 и 1887 годы.
По другим данным Владимировка (Ребровка) — село (слобода) Георгиевского, Новогригорьевского, Святокрестовского уезда (Левокумского райна, Ставропольского края). По другим данным хутор основан в начале 1780-х годов атаманом казачьих войск генералом Савельевым Иваном Дмитриевичем.
От Савельева село перешло к его зятю — Алексею Фёдоровичу Реброву, по фамилии которого получило второе название (Ребровка). Ребров создал во Владимировке образцовое сельское хозяйство, основанное на системе орошения по методу рытья небольших каналов (ирригационных канав), виноделии и производстве шёлка. Он одним из первых в России начал производить игристые вина по технологии шампанского, для чего выписал во Владимировку одного из виноделов французского дома шампанских вин «Вдова Клико». Шёлк, производимый Ребровым во Владимировке, был отмечен наградами и почётными дипломами в Лондоне и Париже.
Издание «Кавказский край: Природа и люди» (1895 год), говоря о садоводстве и виноградарстве Северного Кавказа, отмечало что своими виноградниками отличались селения Маслов-Кут, Бургун-Маджары, Прасковея, Владимировка и город Святой крест. Население этих поселений большей частью было армянским, и именно оно и начало здесь впервые культивировать виноградную лозу
В конце XIX века часть жителей Владимировки переселилась в хутор Горбовский, ныне село Нововладимирское Кизлярского района Дагестана.
По состоянию на 1926 год село Владимировка (Ребровка) являлось административным центром Владимировского сельсовета Левокумского района Терского округа Северо-Кавказского края.
До 16 марта 2020 год село было административным центром упразднённого Владимировского сельсовета.

## Население
| 1897 | 1903  | 1908  | 1925  | 1989  | 2002  | 2010  | 2014  | 2021  |
| ---- | ----- | ----- | ----- | ----- | ----- | ----- | ----- | ----- |
| 1413 | ↗1625 | ↗2085 | ↗2511 | ↘2402 | ↗2607 | ↘2449 | ↗2500 | ↘2219 |

По данным переписи 2002 года в национальной структуре населения преобладают русские (72 %).
По данным переписи 2020 года в национальной структуре населения даргинцы составляли 40,11 %

## Инфраструктура
- Культурно-досуговый центр
- В границах села расположены 2 общественных открытых кладбища площадью 1000 и 2700 м²[21].

## Образование
- Детский сад общеразвивающего вида с приоритетным осуществлением художественно-эстетического направления развития детей № 15
- Средняя общеобразовательная школа № 10. Открыта 1 сентября 1975 года[22]

## Памятники
- Братская могила 23 советских воинов из корпуса генерала Кириченко, погибших в боях с фашистами. 1942, 1966 года[23]
- Братская могила советских воинов, погибших в борьбе с фашистами. 1942—1943, 1946 года[24]
- Памятник первому председателю колхоза А. В. Сапачеву. 1949 год[25]